# Colltort gorja-roig
El colltort gorja-roig (Jynx ruficollis) és una espècie d'ocell de la família dels pícids (Picidae) que habita boscos, sabanes, matolls i conreus de l'Àfrica Subsahariana, amb una distribució irregular des de Camerun, el Gabon, República Centreafricana i Etiòpia, cap al sud, fins a l'est de Sud-àfrica.